# British Rail Class 166
British Rail Class 166 — серия пригородных дизель-поездов, строившаяся в 1992-93 годах на предприятии компании «ABB» в Йорке. Class 166 сконструирован на базе British Rail Class 165, но предназначен для более продолжительных рейсов, нежели предшественник. Относится к семейству моторовагонных подвижных составов «Networker». Все составы принадлежат компании «First Great Western» и выполняют рейсы от вокзала Паддингтон в Лондоне.

## Описание
British Rail Class 166 является модификацией дизель-поезда British Rail Class 165. Конфигурация кузовов обоих составов идентична. На поездах установлены двигатели Perkins 2006-TWH мощностью 350 л.с. (261 кВт), позволяющие им развивать скорость до 145 кмч. Существенные же отличия Class 166 от Class 165 заключаются в следующем
- Имеются два туалета (в Class 165 — один)
- Посередине вагона имеются места для перевозки велосипедов и полки для багажа
- В окна установлены откидные форточки

Составы имеют нумерацию 166201 — 166221.
Каждый состав состоит из трёх вагонов, в каждом из которых располагается двигатель.
Class 166 был сконструирован для того, чтобы заменить устаревшие British Rail Class 117, British Rail Class 119 и British Rail Class 121.

## Эксплуатация
До 1994 года поезда принадлежали компании «Network SouthEast». После приватизации «British Rail» весь подвижной состав был передан компании «Thames Trains», в 2004 году после того, как «Thames Trains» прекратила своё существование, составы были переданы «First Great Western».
Поезда выполняют пригородные перевозки по железным дорогам, связывающим лондонский вокзал Паддингтон с городами Ньюбери, Оксфорд, Банбери, Стратфорд-на-Эйвоне, Вустер, Херефорд. Раньше Class 166 курсировали между Редингом и лондонским аэропортом Гатвик.
В 2010 году проводился ремонт вагонов, в ходе которого в салоне были поменяны напольное покрытие, кресла, установлена новая система информирования пассажиров и отремонтированы туалеты. Работы обошлись компании «First Great Western» в 8 млн фунтов стерлингов.

## В компьютерных играх
Поезд Class 166 представлен в компьютерных играх Train Simulator и Train Sim World.